# 444 Giptis
444 Giptis (mednarodno ime je 444 Gyptis) je asteroid v asteroidnem pasu, ki ga je odkril Jérôme Eugène Coggia 31. marca 1899 v Marseillu. Asteroid je tipa C in je verjetno sestavljen iz ogljikovega hondrita. Njegov spekter nakazuje, da ga je preoblikovala voda. Ime izhaja iz ligurščine in je povzeto po Giptis, ženi Protisa, ustanovitelja Marseilla.
Leta 2004 je Kochetova ocenila Gyptisovo maso na 1,25 ×1019 kg, z veliko gostoto 5,53 g/cm³. Observatorij W. M. Kecka je izmeril premer asteroida 129 km, kar je veliko manj od ocene 160 km na podlagi meritev Infrardečega astronomskega observatorija (IRAS). IRAS je tudi odkril, da ima nepravilno obliko. Razmerje med večjo in manjšo polosjo je 1,40.